# Warlincourt-lès-Pas
Warlincourt-lès-Pas is een gemeente in het Franse departement Pas-de-Calais (regio Hauts-de-France) en telt 153 inwoners (1999). De plaats maakt deel uit van het arrondissement Arras.

## Geografie
De oppervlakte van Warlincourt-lès-Pas bedraagt 5,2 km², de bevolkingsdichtheid is 29,4 inwoners per km².
De onderstaande kaart toont de ligging van Warlincourt-lès-Pas met de belangrijkste infrastructuur en aangrenzende gemeenten.

## Demografie
Onderstaande figuur toont het verloop van het inwonertal (bron: INSEE-tellingen).